# Ramsey-Psalter

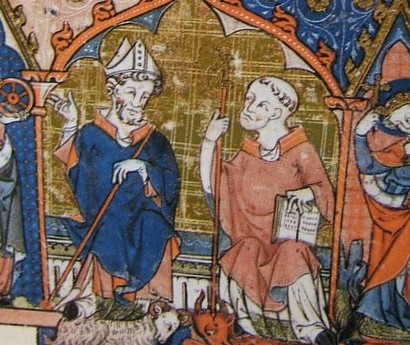
Ramsey-Psalter: Oswald von York und Eadnoth von Ramsey

Der Ramsey-Psalter ist ein farbig bebildertes Psalterium mit 174 erhaltenen Pergamentblättern, das um 1300 in der Benediktinerabtei von Ramsey in Cambridgeshire entstanden ist.

## Beschreibung
Die Texte der Psalmen sind unter der Verwendung von vielen Abbreviationen in einer der Übersetzung der Septuaginta durchgängig in lateinischer Sprache. An einigen Stellen sind bei den Psalmen am Rand deutschsprachige Hinweise hinzugefügt. Die fein gezeichneten, detailreichen und farbigen Abbildungen, Initialen und Textenden sind fast durchgängig mit Blattgold belegt. Die Pergamentblätter im Format 17 Zentimeter mal 26 Zentimeter sind beidseitig beschrieben und bemalt. Durch die außergewöhnliche und umfangreiche Dekoration ist der Ramsey-Psalter eines der bedeutendsten erhaltenen Beispiele gotischer Bilderhandschriften.

### Gliederung

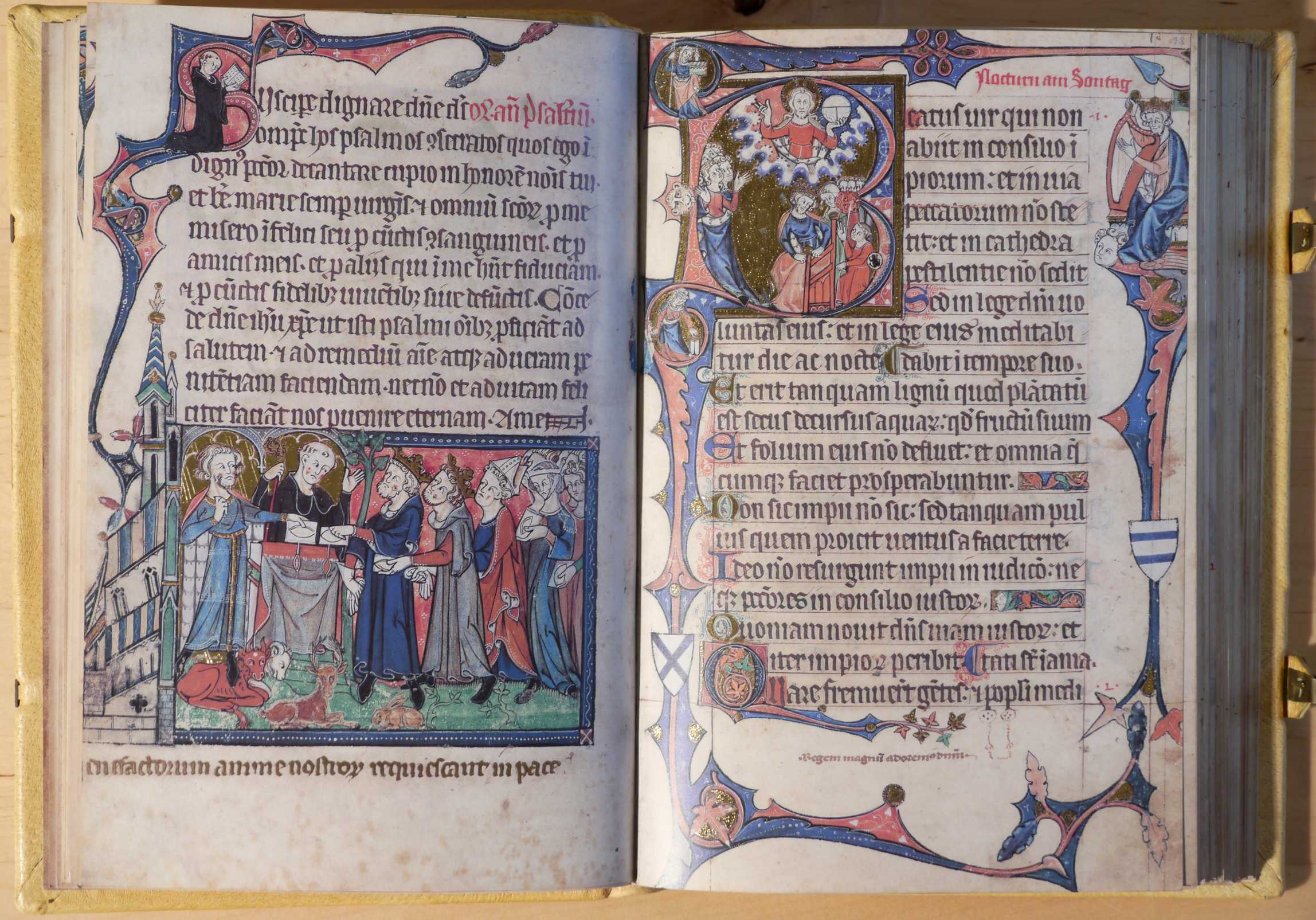
Faksimile des Ramsey-Psalters. Blatt 17b (links) mit dem den Psalmen gewidmeten Gebet des Hieronymus und Blatt 18a (rechts) mit dem Beginn von Psalm 1 und einer Abbildung von König David mit Harfe

Insgesamt besteht das Psalterium aus 174 erhaltenen Blättern, die nach der alten Psalmenzählung wie folgt aufgeteilt sind:
- Blatt 1: Einband, unbeschriftet
- Blatt 2a: Psalmordnung für Sonntag und Wochentage, kleine Schrift in den Farben Rot und Dunkelbraun
- Blatt 2b: Unbeschriftet
- Blatt 3 bis 5a: Gebete mit roten Überschriften und roten und blauen Initialen
- Blatt 5b: Unbeschriftet
- Blatt 6 bis 10: Zehn aufwendig und kunstvoll gestaltete, mehrfarbige Bilder mit biblischen Szenen aus dem Alten Testament und Neuen Testament und Szenen mit den Patronen der Abtei, meist mit vier Szenen pro Seite
- Blatt 11 bis 16: Die zwölf Monate des Benediktiner-Kalenders in roter, blauer und goldener Schrift. Am Ende vom Monat Dezember ist ein Porträt von William von Grafham, dem Cellerar der Abtei von Ransey, abgebildet.[2]
- Blatt 17a: Ganzseitiges Bild mit Jesus und Maria nebeneinander auf einem Thron sitzend. Darunter der heilige Lucius, König von Britannien, der mit dem Kreuzesstab eine heidnische Bildsäule zertrümmert[3]
- Blatt 17b: Den Psalmen gewidmetes Gebet des Hieronymus mit halbsseitigem Bild
- Blatt 18 bis 37: Große, bebilderte Initiale „B“, Hinweis am Rand: Nocturn am Sontag, Psalm 1 EU bis 25 mit mehrfarbigen, blattgoldbelegten Initialen und Textenden, Am Rand König David mit Harfe[4]
- Blatt 38 bis 41: Große, bebilderte Initiale „D“, Hinweis am Rand: Nocturn am Montag, Psalm 26 EU bis 30,15 mit mehrfarbigen, blattgoldbelegten Initialen und Textenden
- Blatt 42 bis 51a: Ps 30,15 EU bis 37 mit einfarbigen, roten Initialen und Textenden
- Blatt 51b bis 53: Große Initiale „D“, Ps 38 EU bis 40,4 mit einfarbigen, roten Initialen und Textenden (die ursprünglichen Blätter sind verloren gegangen)[2]
- Blatt 54 bis 63a: Ps 40,4 EU bis 50,  mit mehrfarbigen, blattgoldbelegten Initialen und Textenden
- Blatt 63: Große, bebilderte Initiale „Q“, Psalm 51 EU mit mehrfarbigen, blattgoldbelegten Initialen und Textenden
- Blatt 64 bis 76a: Große, bebilderte Initiale „D“, Hinweis am Rand: Nocturn am Mittwoch, Psalm 52 EU bis 67 mit mehrfarbigen, blattgoldbelegten Initialen und Textenden
- Blatt 76 bis 91a: Große, bebilderte Initiale „S“, Hinweis am Rand: Nocturn am Dornstag, Psalm 68 EU bis 79 mit mehrfarbigen, blattgoldbelegten Initialen und Textenden
- Blatt 91 bis 105a: Große, bebilderte Initiale „E“, Hinweis am Rand: Nocturn am Frytag, Psalm 80 EU bis 96 mit mehrfarbigen, blattgoldbelegten Initialen und Textenden
- Blatt 105b bis 107a: Große, bebilderte Initiale „C“, Hinweis am Rand: Nocturn am Sambstag, Psalm 97 EU bis 100 mit mehrfarbigen, blattgoldbelegten Initialen und Textenden
- Blatt 107b bis 120: Große, bebilderte Initiale „D“, Psalm 101 EU bis 108 mit mehrfarbigen, blattgoldbelegten Initialen und Textenden
- Blatt 121 bis 152a: Große, bebilderte Initiale „D“, Hinweis am Rand: Die vesper & Sonnentag, Psalm 109 EU bis 150 mit mehrfarbigen, blattgoldbelegten Initialen und Textenden
- Blatt 152: Große Initiale „C“, Jes 12 EU mit mehrfarbigen, blattgoldbelegten Initialen und Textenden
- Blatt 152b und 153: Initiale „E“, Jes 38,10-20 EU mit mehrfarbigen, blattgoldbelegten Initialen und Textenden
- Blatt 153b und 154a: Initiale „E“, 1 Sam 2,1-10 EU mit mehrfarbigen, blattgoldbelegten Initialen und Textenden
- Blatt 154 und 155: Initiale „C“, Ex 15,1-19 EU mit mehrfarbigen, blattgoldbelegten Initialen und Textenden
- Blatt 155b bis 157a: Initiale „D“, Hab 3 EU mit mehrfarbigen, blattgoldbelegten Initialen und Textenden
- Blatt 157 bis 160: Initiale „a“, Dtn 32,1-43 EU mit mehrfarbigen, blattgoldbelegten Initialen und Textenden
- Blatt 160b und 161: Initiale „B“, Canticum des Stundengebets mit mehrfarbigen, blattgoldbelegten Initialen und Textenden
- Blatt 161b und 162: Initiale „T“, Te Deum mit mehrfarbigen, blattgoldbelegten Initialen und Textenden
- Blatt 162b und 163a: Initiale „B“, Lobgesang des Zacharias, Initiale „M“, Lobgesang Marias, Initiale „N“, Lobgesang des Simeon mit mehrfarbigen, blattgoldbelegten Initialen und Textenden
- Blatt 163 bis 166: Initiale „G“, Gloria, Initiale „P“, Pater noster, Initiale „C“, Credo, Initiale „P“, Quicumque mit mehrfarbigen, blattgoldbelegten Initialen und Textenden
- Blatt 167 bis 169a: Initiale „K“, Allerheiligenlitanei mit blauen und roten Initialen, nicht mehr in der originalen Fassung[2]
- Blatt 169b bis 170: Initiale „S“, Gebete mit blauen und roten Initialen
- Blatt 171a: Initiale „I“, Anfang des Johannesevangeliums EU in den Farben rot und dunkelbraun
- Blatt 171b bis 173a: Initiale „S“, Gebete mit blauen und roten Initialen
- Blatt 173b: Unbeschriftet
- Blatt 174: Einband, unbeschriftet

## Entstehung
Der Ramsey-Psalter ist von 1303 bis 1310, nach anderen Angaben zwischen 1286 und 1316 in der Benediktinerabtei von Ramsey in Cambridgeshire hergestellt worden, die damals schon seit über dreihundert Jahren dort gewirkt hatte und ein bedeutendes geistliches Zentrum im angelsächsischen Raum darstellte. Die dortigen Benediktiner benutzten das Buch für ihre eigenen Zwecke.
Das Psalterium wurde vom Cellerar William von Grafham um 1310 dem Abt von Ramsey, John aus Sawtry, übergeben. Die Gründung und die Geschichte der Abtei sind auf Seite 9b bildlich dargestellt.
Bei der Erstellung der detailreichen Initialen wurde der Künstler möglicherweise durch die in England stattgefunden habende Rezeption des vorromanischen Utrechter Psalters beeinflusst.

## Verbleib

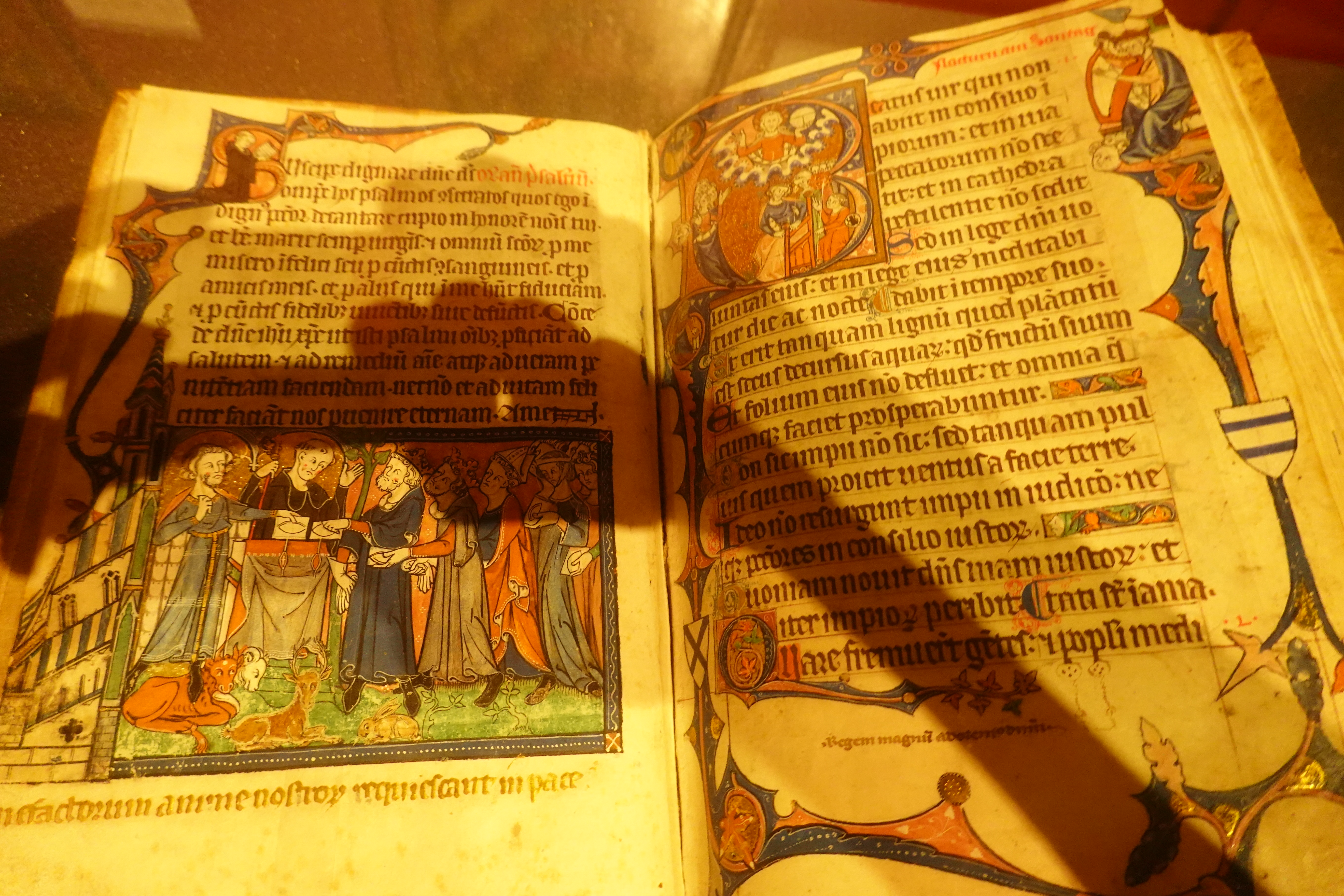
Der Ramsey Psalter im Stiftsmuseum St. Paul

Der Ramsey-Psalter war lange Zeit im Besitz von Laien und Weltpriestern und kam in der Mitte des 16. Jahrhunderts zum Benediktinerkloster Sankt Blasien. Nach der Auflösung des Klosters 1806 im Zuge der Säkularisation gelangte er nach Kärnten in die Benediktinerabtei Sankt Paul im Lavanttal.
Ursprünglich hatte der Ramsey-Psalter zehn besonders ausgeschmückte Initialen, von denen jedoch nur neun erhalten sind. Die elf aufwendig gestalteten Bildminiaturen wurden vor längerer Zeit aus dem gebundenen Werk herausgetrennt und die erhaltenen zehn Seiten (Blatt 6 bis 10) befinden sich heute in der Pierpont Morgan Library in New York. Der restliche Teil des Werkes befindet sich im Stift Sankt Paul im Lavanttal.

## Sonstiges
Ein Psalter vom Ende des 10. Jahrhunderts (British Library, Harley 2904) wird ebenfalls als Ramsey-Psalter bezeichnet.